# 遠軽厚生病院
JA北海道厚生連 遠軽厚生病院（ジェイエイほっかいどうこうせいれん えんがるこうせいびょういん）は、北海道紋別郡遠軽町にある病院。北海道厚生農業協同組合連合会（JA北海道厚生連）が運営する。災害拠点病院、地域周産期母子医療センターの指定を受けている。

## 沿革
1942年（昭和17年）3月に北紋医療利用組合連合会の「遠軽久美愛病院」として開設。当時の診療科は内科・小児科・外科・産婦人科・皮膚科・泌尿器科であった。
1946年（昭和21年）7月に「遠軽厚生病院」へ改称。1948年（昭和23年）8月に北海道厚生連が設立されたことに伴い経営が継承された。1992年（平成4年）4月に現在地に新築移転。

## 診療科
- 内科
- 循環器科
- 小児科
- 外科
- 心臓血管外科
- 脳神経外科
- 整形外科
- 産婦人科
- 皮膚科
- 泌尿器科
- 耳鼻咽喉科
- 眼科
- 麻酔科
- セカンド・オピニオン外来

## 医療機関の指定等
- 保険医療機関
- 救急告示医療機関
- 労災保険指定医療機関
- 指定自立支援医療機関（更生医療・育成医療・精神通院医療）
- 生活保護法指定医療機関
- 身体障害者福祉法指定医の配置されている医療機関
- 結核指定医療機関
- 特定疾患治療研究事業委託医療機関
- 指定養育医療機関
- 原子爆弾被害者一般疾病医療取扱医療機関
- へき地医療拠点病院
- 臨床研修指定病院
- DPC対象病院
- 小児慢性特定疾患治療研究事業委託医療機関
- 地域周産期母子医療センター
- 母体保護法指定医の配置されている医療機関
- 災害拠点病院

## 交通アクセス
JR北海道石北本線遠軽駅から徒歩5分。